# Anne Anton Bosschart
Anne Anton (Tom) Bosschart (Paramaribo, 5 oktober 1897 – Laren, 29 september 1941) was een Nederlands verzetsstrijder tijdens de Tweede Wereldoorlog.

## Biografie
Bosschart werd geboren in Paramaribo, als zoon van Francois Guilleaume Jacques Bosschart en Elize Hermina Wilhelmina Antonia van de Kasteele. In 1922 trouwde hij met Betsy Wijzenbeek. Het echtpaar kreeg twee dochters en een zoon. Bosschart was directeur van een reclamebureau.
Al sinds 1937 was Bosschart actief als agent voor de Nederlandse inlichtingendienst GS III en in de strijd tegen het fascisme. Hierdoor had hij toen de Tweede Wereldoorlog uitbrak al een radioverbinding met Engeland. Bosschart bracht in 1940 een groot aantal illegale groepjes met elkaar in contact. Ook richtte hij een contraspionage groep op. Hij werd in december 1940 als hoofd van de Groep Comité voor Vrij Nederland in Amsterdam gearresteerd. Hij verbleef van 16 december 1940 tot 26 juli 1941 in het Oranjehotel. In een proces tegen de groep kreeg hij de doodstraf opgelegd. Op 29 september 1941 werd hij op de schietbaan Crailo in Laren gefusilleerd.

## Eerbetoon
- Hij kreeg postuum het Verzetsherdenkingskruis toegekend.
- Zijn naam staat op de Erelijst van Gevallenen 1940-1945.[9]
- Zijn naam staat vermeld op een herdenkingskruis op de Bussumerheide in Hilversum. Het herdenkingskruis is in 1978 geplaatst ter vervanging van het eenvoudige kruis dat er sinds 1945 stond.[10] Hierop stonden aanvankelijk vier namen: A.A. Bosschart, L.A.R.J. van Hamel, R.P. s'Jacob en C. v.d. Vegte. In 2007 werd daar de naam A.J.L. van Zomeren aan toegevoegd.[10][11] Jaarlijks vindt er op 4 mei een dodenherdenking plaats.